# Leitebakk
Leitebakk är en tätort i Giske kommun i Møre og Romsdal fylke i västra Norge. Orten ligger på östra delen av ön Godøya.